# Neasuroides simplicior
Neasuroides simplicior là một loài bướm đêm thuộc phân họ Arctiinae, họ Erebidae.